# Leucosyrinx taludana
Leucosyrinx taludana is een slakkensoort uit de familie van de Pseudomelatomidae. De wetenschappelijke naam van de soort is voor het eerst geldig gepubliceerd in 1993 door Castellanos & Landoni.